# Morti nel 1225
| Questa pagina contiene informazioni ricavate automaticamente dalle voci biografiche con l'ausilio del template Bio e di un bot. L'aggiornamento è periodico e automatico e ricostruisce completamente la pagina. Se manca una persona in questa lista, sei pregato di non aggiungerla, ma accertati piuttosto che la sua voce biografica contenga il template Bio e che i dati anagrafici siano correttamente compilati. Se il template Bio manca, inseriscilo tu stesso o, in alternativa, metti l'avviso {{tmp\|Bio}} che ne segnala la mancanza. Se i dati riportati sono sbagliati, correggi direttamente la voce biografica; le modifiche saranno visibili in questa lista entro pochi giorni. Per chiarimenti vedi il progetto biografie. La lista contiene solo le 24 persone che sono citate nell'enciclopedia e per le quali è stato implementato correttamente il template Bio. Pagina aggiornata al 10 feb 2025. |

- 3 gennaio - Adolfo III di Schaumburg, nobile (n. 1160)
- 22 febbraio - Bernardo IV di Comminges, nobile franco
- 30 marzo - Gertrude de Dabo, francese (n. 1190)
- 11 giugno - Sabrisho IV bar Qayyoma, vescovo cristiano orientale siro
- 16 agosto - Hōjō Masako, politica giapponese (n. 1157)
- 24 agosto - Adelardo Cattaneo, cardinale e vescovo cattolico italiano (n. 1122)
- 16 settembre - Rainiero di Antiochia, patriarca cattolico italiano
- 28 settembre - Nicola II di Meclemburgo, principe
- 29 settembre - Arnaud Amaury, abate, arcivescovo cattolico e beato francese
- 28 ottobre - Jien, poeta, monaco buddista e storico giapponese (n. 1155)
- 7 novembre - Engelberto di Berg, arcivescovo cattolico, nobile e santo tedesco
- Al-Nāṣir li-dīn Allāh, califfo (n. 1158)
- Yehuda Alharizi, poeta spagnolo (n. 1165)
- Ugo Bigod, III conte di Norfolk, politico britannico
- Gerardo II di Mâcon, conte
- Guglielmo I de Cardona, nobile
- Jebe, condottiero mongolo
- Marco Nicola, vescovo cattolico italiano
- Ulrico III di Neuchâtel, nobile svizzero (n. 1175)
- Rodolfo di Mérencourt, patriarca cattolico francese
- Lamberto Visconti di Eldizio
- Brioloto de Balneo, scultore e architetto italiano
- Al-Malik al-Afdal 'Ali, re curdo (n. 1169)
- Ōe no Hiromoto, militare giapponese (n. 1148)